# Cecílie mexická
Cecílie mexická (Dermophis mexicanus) je druh červora z čeledi Dermophiidae. Tento dravý obojživelník hadovitého vzhledu je beznohý i bezocasý a při zjednodušeném pohledu svým tvarem připomíná velkou, tlustou žížalu. Je plně suchozemským živočichem a vodu nepotřebuje ani pro rozmnožování, rodí živé potomky a dýchá plícemi.

## Rozšíření
Vyskytují se disjunktně ve vlhkých, subtropických a tropických středoamerických lesích. Obývají atlantské i pacifické pobřeží Mexika, k Pacifiku přiléhající území Guatemaly, Salvadoru i Hondurasu a centrum Nikaragui. Žijí v původních i druhotných lesích se silnou vrstvou spadaného listí až do nadmořské výšky 1200 m. Rozšířily se i na starší plantážích s kávovníky nebo banánovníky, ve kterých je půda pokrytá silnou vrstvou humusu z rozkládající se listů a slupek.

## Popis
Dospělci jsou dlouzí až 50 cm a na jejich kůži je patrno kolem sta příčných prstencových záhybů vyvolávají dojem segmentů. Tělo mají na hřbetní straně tmavě šedé s tmavšími pigmenty, zespod jsou světlejší. Vpředu hlavy mají špičatý čenich, zakrnělé, ale fungující oči potažené blankou a mezi očima a nozdrami mají pár vyčnívajících orgánů s chemosenzorickými buňkami sloužící jako zvláštní čidlo. V horní čelisti má dvě řady, ve spodní jednu, špičatých zubů, které se dají sklopit dozadu.
Tito beznozí obojživelníci se pohybují stahováním a natahováním za současného bočního vlnění. V měkké, drolivé půdě si pomoci hlavy hloubí vlastní nory, mají k tonuto účelu upravené lebeční kosti, znehybnělý prvý obratel (nemohou otáčet hlavou) a zesílené čelistní klouby a svaly.

## Potrava
Jsou to masožravci a potravu si hledají hlavně v tlejícím humusu, který neúnavně prolézají. Nacházejí v něm různé bezobratlé, hlavně žížaly, měkkýše, brouky, termity a případně i mláďata ještěrek nebo drobných savců.

## Rozmnožování
Způsob vytvoření páru z původně samotářsky žijících jedinců není znám. K přenosu samčích spermií dojde po vniknutí samčí kloaky do samičí. Vzniklé zárodky se asi tři měsíce živí vaječným žloutkem, později matka vylučuje ve vejcovodu výživný sliz, který vyvíjející se zárodky okousávají speciálním chrupem. Po 11 měsících se rodí tři až šestnáct živých mláďat, která brzy vymění původní chrup za dospělý a jsou schopná se sama živit. Potomci jsou dlouzí až 15 cm, kdežto matka nebývá větší než 45 cm. Samice dosahují pohlavní dospělosti do dvou let věku a samci za tři roky.

## Ohrožení
V původní, neodlesněné krajině se cecílie mexické vyskytují sice jen lokálně, obvykle však ve větších počtech. Mizí ale z narušených území, která jsou odlesněna a přeměněna v obdělávaná pole nebo zastavěna. Jsou také často zabíjeny lidmi, kteří je z neznalosti pokládají za hady. Podle IUCN je však tento druh považován za málo dotčený (k 2024). 